# Financement de la recherche pharmaceutique
 (septembre 2016).
Améliorez-le ou discutez des points à vérifier. 
Le financement de la recherche pharmaceutique recouvre l'ensemble des soutiens financiers directs et indirects apportés aux chercheurs travaillant au développement de médicaments. La participation de l'industrie pharmaceutique à ces apports pose parfois des questions d'ordre éthique, la recherche du profit qui motive ses acteurs, les laboratoires pharmaceutiques, étant potentiellement conflictuelle avec les objectifs de santé publique qui s'y attachent.

## Types de soutiens
Comme l'indiquent plusieurs chercheurs, les laboratoires financent de nombreux projets universitaires.

### Soutiens logistiques
D'après le Professeur Frédéric Rouillon, chef de service de psychiatrie exerçant à l'hôpital Saint-Anne à Paris, les experts universitaires bénéficient notamment d'un soutien logistique qui leur permet de développer leurs activités académiques. Ainsi, il indique dans un entretien que « ... pour assister aux congrès internationaux, les experts ont besoin du soutien financier des laboratoires pharmaceutiques, parce que ces voyages reviennent très cher. Sans la participation à ces congrès, un expert affaiblit son expertise. Si l’on voulait qu’il soit totalement indépendant de l’industrie, il faudrait le payer correctement et lui financer la participation aux principales activités académiques internationales, ce qui n’est pas le cas. ».

## Recherches soutenues
Des universitaires exerçant dans d'autres domaines que la médecine ont également bénéficié du financement de firmes pharmaceutiques pour réaliser des études sur les antidépresseurs. Certains de ces universitaires ont fait ou font encore partie du conseil d'administration de firmes pharmaceutiques comme Martin Feldstein ou Roald Hoffmann par exemple. Ainsi, Feldstein en tant que directeur du National Bureau of Economic Research  (NBER) a favorisé de nombreuses publications sur les antidépresseurs financés par les firmes pharmaceutiques (et plus particulièrement par la firme Eli Lilly).

## Enjeux éthiques

### Indépendance des revues scientifiques
Le lien très étroit entre les universitaires et les laboratoires pharmaceutiques pourraient être à l'origine de dérives sur les informations diffusées par les revues médicales scientifiques concernant l'efficacité réelle des antidépresseurs et leurs effets secondaires.

### Diffusion des résultats
Un constat critique est dressé par le professeur Jean-Pierre Olié, qui reconnait l'influence des laboratoires pharmaceutiques sur la recherche
"En tant que médecin, j'ai potentiellement besoin de la recherche privée pour mener des essais cliniques - et ce, même si les objectifs de l'industrie, notamment envers ses actionnaires, ne sont pas forcément les mêmes que ceux de la communauté scientifique. Cela dit, lorsque nous menons une étude à la demande d'un laboratoire, ce dernier reste propriétaire des résultats de l'étude en question. Il est là, le vrai problème : comment faire en sorte que les informations soient cependant diffusées?"
Les propos des professeurs Frédéric Rouillon et Jean-Pierre Olié rejoignent le constat dressé par le Professeur Édouard Zarifian en mars 1996 de l'influence des firmes pharmaceutiques sur les leaders d'opinion en France et à l'étranger.